# Armstrong Sperry
Pour les articles homonymes, voir Sperry.
Armstrong Wells Sperry, né le 7 novembre 1897 et mort le 26 avril 1976, est un écrivain américain et illustrateur de littérature pour enfants. Ses livres comprennent des fictions historiques et des biographies, souvent sur des voiliers, et des histoires de garçons de Polynésie, d'Asie et de cultures amérindiennes. Il est surtout connu pour son roman Le Garçon qui avait peur (Call It Courage), lauréat de la médaille Newbery en 1941.

## Biographie

### Artiste
Troisième et plus jeune fils d'un homme d'affaires de New Haven, Sperry étudie à la Stamford Preparatory School de 1908 à 1915. Son frère aîné, Paul A. Sperry (en) invente ce qui est devenu la première chaussure bateau, la Sperry Top-Sider. Il fréquente l'Art Students League of New York de 1915 à 1918, où il étudie auprès des peintres Francis Luis Mora (en) et George Bellows. Il étudie ensuite à la Yale School of Art à l'automne 1918 jusqu'à ce qu'il soit enrôlé dans la marine des États-Unis à la toute fin de la Première Guerre mondiale.
Inspiré par la lecture des travaux d'Herman Melville, de Robert Louis Stevenson et de Jack London lorsqu'il était enfant, puis de White Shadows in the South Seas de Frederick O'Brien en 1919, il voyage dans le Pacifique Sud d'octobre 1920 à mai 1921, passant du temps sur Tahiti, Raiatea, Bora Bora, la Nouvelle-Zélande, l'Australie, les îles Fidji et Hawaï. En décembre 1921, l'une de ses peintures des mers du Sud est exposée au Art Center de New York.
À l'été 1922, Sperry est présenté à Kenneth Emory, ethnologue au Bishop Museum d'Honolulu, par sa sœur adoptive, Anne Kinnear,. Il passe le printemps 1923 à étudier à l'Académie Colarossi à Paris, et continue en s'inscrivant à l'Art Students League pendant les années 1920 et au début des années 1930.
De septembre 1924 à mai 1925, il est employé comme assistant de Kenneth Emory à bord du Kaimiloa, un yacht appartenant à Medford Kellum, naviguant d'Hawaï à Fanning Island, Christmas Island, Malden Island, Penrhyn, Tahiti, Bora Bora, Raiatea dans le cadre de recherche scientifique. En parallèle, il continue à peindre, exposant son travail à Honolulu, avant de s'embarquer pour San Francisco en juin 1925.
De retour à New York en 1925, il travaille dans une agence de publicité, « dessinant des aspirateurs, des bouteilles de lait, de la soupe Campbell, etc. », puis il a un travail régulier en tant qu'illustrateur de pulps d'histoires romantiques, principalement pour All-Story Love Stories de la Frank A. Munsey Company. Il illustre également des feuilletons d'aventure et d'amour dans des journaux pour le Metropolitan Newspaper Service et United Feature Syndicate, dont les nombreuses histoires en 72 parties de Mildred Barbour. Il commence à écrire ses propres histoires d'aventures avec des contes des mers du Sud qui ont été syndiqués par le Metropolitan. Il illustre des livres et des jaquettes pour d'autres écrivains, dont la première édition de Tarzan et l'Empire oublié (Tarzan and the Lost Empire) d'Edgar Rice Burroughs en 1929 et le premier de plusieurs livres qu'il illustrera pour Helen Follet, Magic Hublots en 1932. Il épouse Margaret Robertson, médecin et fille de A. M. Robertson, libraire et éditeur de San Francisco, en 1930, qu'il avait rencontrée lors de son voyage à Hawaï en 1925.

### D'illustrateur à écrivain primé
Le premier livre de Sperry, One Day with Manu, un conte illustré de la vie quotidienne à Bora Bora, est paru en 1933. La critique Joan McGrath, met en garde les lecteurs modernes de prendre ses représentations d'autres cultures dans leur contexte, déclarant : « Il est peu probable que ses premiers travaux, tels que les contes de Manu, Jambi et Tuktu, se trouvent dans les collections des bibliothèques d'aujourd'hui, à une époque rendue plus sensible aux sentiments des cultures minoritaires et de la fierté raciale que dans les années 1930. Colorées comme elles l'étaient par les attitudes dominantes de son époque, les œuvres ethnologiques de Sperry pour les jeunes lecteurs seraient par les critiques d'aujourd'hui stigmatisées comme condescendantes dans leur approche... ».
L'arrière-grand-père de Sperry était un capitaine de navire, inspirant son amour de l'océan et son livre All Sail Set sur le clipper Flying Cloud, qui lui a valu un Newbery Honor Book en 1936. Bien qu'installés à New Canaan, dans le Connecticut, en 1934, Sperry et sa famille ont vécu à Santa Fe, au Nouveau-Mexique, pendant un an, lui inspirant plusieurs livres, dont Wagons Westward: The Story of the Old Trail to Santa Fe en 1936 et Little Eagle, a Navajo Boy en 1938.
Le 13 février 1940, Le Garçon qui avait peur (Call It Courage) est publié par The MacMillan Company, racontant l'histoire d'un jeune garçon sur l'île de Hikueru en Polynésie, écrit et illustré par Sperry. Il reçoit la médaille Newbery le 20 juin 1941, à Cambridge, dans le Massachusetts, de la section des bibliothèques pour enfants de l'American Library Association . Lors de la remise de la médaille, il a déclaré : « J'avais peur que peut-être dans Call It Courage, le concept de courage spirituel puisse être trop adulte pour les enfants, mais la réception de ce livre a réaffirmé une croyance que j'ai depuis longtemps : les enfants ont assez d'imagination pour saisir n'importe quelle idée et y répondre, si elle leur est posée honnêtement et sans une tape condescendante sur la tête. »
Sperry achète une ferme à Thetford Center, dans le Vermont, à la fin des années 1930, puis il déménage pour Hanover, dans le New Hampshire, au début de la Seconde Guerre mondiale. En 1944, il remporte le New York Herald Tribune Children's Spring Book Festival Award pour Storm Canvas, une histoire d'un garçon sur la frégate américaine Thunderbolt en 1814, et en 1949, il remporte le Boys' Clubs of America Junior Book Award pour son livre de 1947, La Forêt de la Pluie (The Rain Forest).
Bien qu'établi en tant qu'écrivain, Sperry a continué à illustrer des jaquettes pour d'autres auteurs bien connus de fiction pour jeunes adultes de son époque, notamment Howard Pease, Agnes Hewes (en), Edgar Rice Burroughs, Florence C. Means et Hildegarde Hawthorne, ainsi que des livres d'apprentissage de la lecture pour la Ginn Co. En 1951, il illustre une adaptation par Allen Chaffee du Chant de Hiawatha de Longfellow.
En 1942, il publie son seul roman pour adultes, No Brighter Glory, sur la famille Astor.

## Œuvres

### Publications
En plus de Le Garçon qui avait peur, qui a été imprimé en continu depuis sa première publication en 1940 et traduit dans des dizaines de langues, All Sail Set et Wagons Westward ont été réédités en 1986 et 2001 respectivement par David R. Godine et John Paul Jones, Fighting Sailor a été réédité en 2006 sous le titre John Paul Jones, The Pirate Patriot par Sterling Point Books.
Liste non exhaustive :
- (en) One Day with Manu, Winston, 1933
- (en) One Day with Jambi in Sumatra, Winston, 1934
- (en) One Day with Tuktu, Winston, 1935
- (en) All Sail Set: A Romance of the Flying Cloud, 1935
- (en) Wagons Westward: The Old Trail to Santa Fe, Winston, 1936
- (en) Little Eagle, a Navajo Boy, Winston, 1938
- Le Garçon qui avait peur, G.-T. Rageot, 1955 ((en) Call It Courage, Macmillan, 1940), trad. Germaine Guillemot-Magitot
- (en) No Brighter Glory, Macmillan, 1942
- Danger sous le vent, G. T. Rageot, 1954 ((en) Danger to Windward, Winston, 1947), trad. Edith Vincent, 256 p.
- La Forêt de la Pluie, G.-T. Rageot, 1950 ((en) The Rain Forest, Macmillan, 1947), trad. Edith Vincent
- (en) Black Falcon, a Story of Piracy and Old New Orleans, Winston, 1949
- (en) John Paul Jones, Fighting Sailor, The Random House, 1953
- Le capitaine Cook explore le Pacifique, F. Nathan, 1964 ((en) Captain Cook explores the South Seas, The Random House, 1955), trad. Jean Petrus, 160 p.
- Les Pierres de feu, F. Nathan, 1962 ((en) Frozen Fire, Doubleday, 1956), trad. Alain Valière, 160 p.